# Georgi Benkovski
Pour les articles homonymes, voir Benkovski.
 (mars 2016).
Si vous disposez d'ouvrages ou d'articles de référence ou si vous connaissez des sites web de qualité traitant du thème abordé ici, merci de compléter l'article en donnant les références utiles à sa vérifiabilité et en les liant à la section « Notes et références ».
Georgi Benkovski (bulgare : Георги Бенковски) (né en 1843 – mort en 1876) est le pseudonyme de Gavril Gruev Hlatev (Гаврил Груев Хлътев). Il est un acteur central de la grande insurrection bulgare d'avril 1876.

## Biographie
Né dans une famille d'artisans de Koprivchtitsa et ayant parcouru le chemin difficile d'apprenti, puis de compagnon, d'exilé et de vagabond à travers l'immense Empire ottoman, il se heurte très tôt à l'inégalité et à l'injustice. Il réalise rapidement qu'au terme de cinq siècles d'occupation par ce sultanat dit "l'homme malade de l'Europe", seule la révolution peut libérer son peuple.
En 1874 en Valachie, il se rapproche de Stoyan Zaimov (en) et participe activement au soulèvement de la ville de Stara Zagora. Les insurgés se dirigent alors vers Istanbul pour embraser la ville et tuer le sultan Abdulaziz, afin d'attirer l'attention des grandes puissances sur les souffrances du peuple bulgare — en vain.
Benkovski devient bientôt l'apôtre de l'un des quatre circonscriptions révolutionnaires bulgares. Son énergie et son éloquence, sa volonté, ses talents d'organisateur et de dirigeant galvanisent la population de toute la région de Srednogorie. Il déclenche l'insurrection à Panagyurishte, organise une troupe de cavaliers baptisée les Insurgés ailés et se lance au combat, toute la Bulgarie se soulève.
Victime d'une trahison, Benkovski périt le 25 mai 1876 dans le Balkan de Tétévène.
Zahari Stoyanov, révolutionnaire, écrivain, homme politique et compagnon de Benkovski, l'a immortalisé dans ses « Notes sur les insurrections bulgares ».

## Galerie

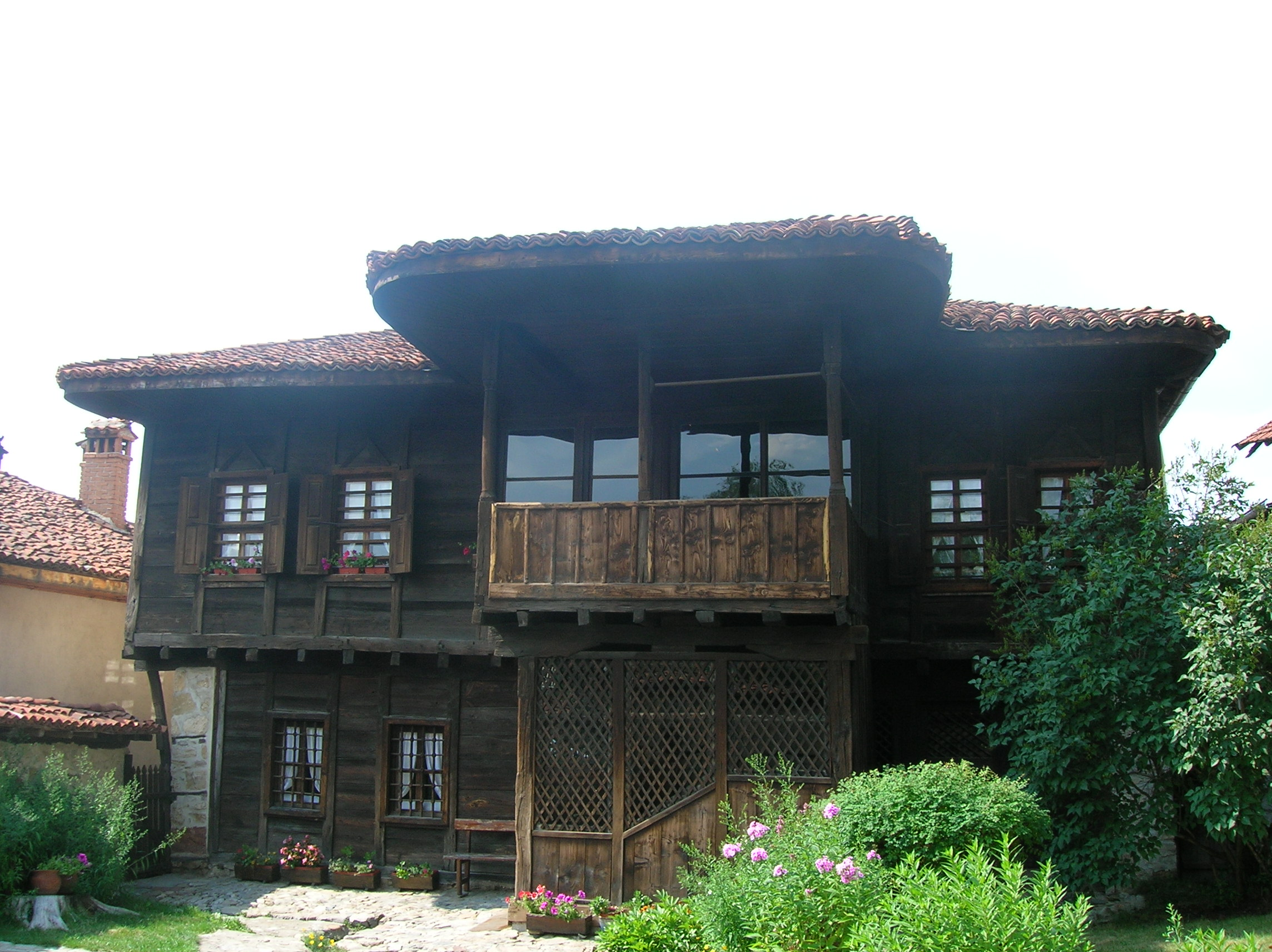
Maison natale de Benkovski à Koprivchtitsa
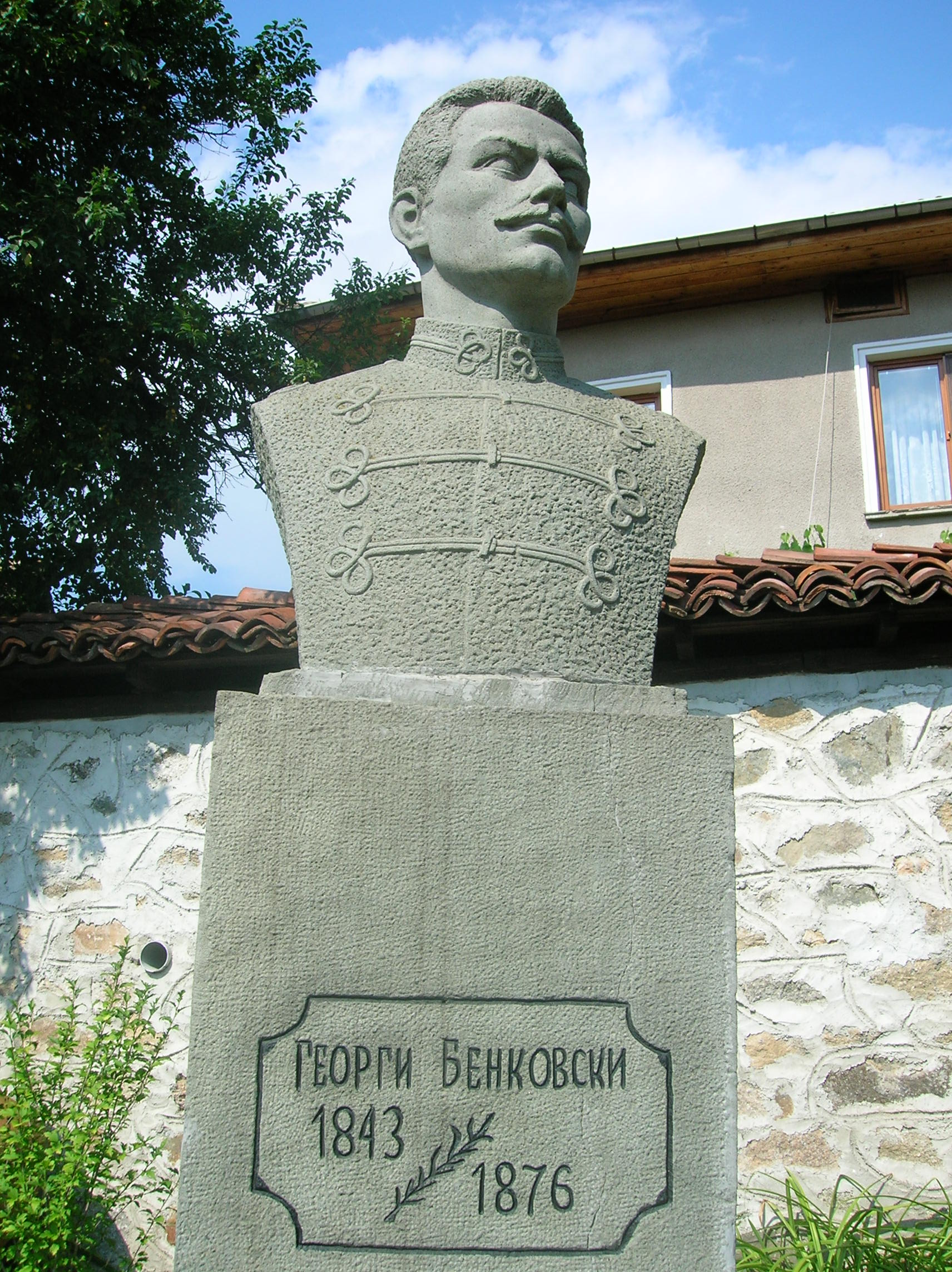
Buste de Benkovski devant sa maison à Koprivchtitsa
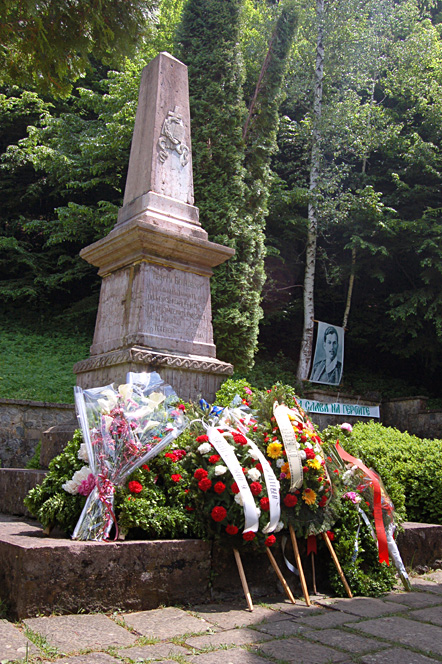
Monument à Benkovski au lieu de sa mort à Ribaritsa